# Kasteel van Cherveux
Het Kasteel van Cherveux (Frans: Château de Cherveux) is een kasteel in de Franse gemeente Cherveux.